# Маффин
Ма́ффин — американский вариант кекса, маленькая круглая или овальная выпечка, преимущественно сладкая, в состав которой входят разнообразные начинки, в том числе фрукты. Обычно маффин помещается в ладони взрослого человека. Можно также выделить маффины, изготовленные из кукурузной муки. В маффин добавляются такие продукты как черника, шоколадная стружка, малина, корица, тыква, орехи, банан, апельсин, персик, земляника, морковь, лимон и т. д.

## Происхождение

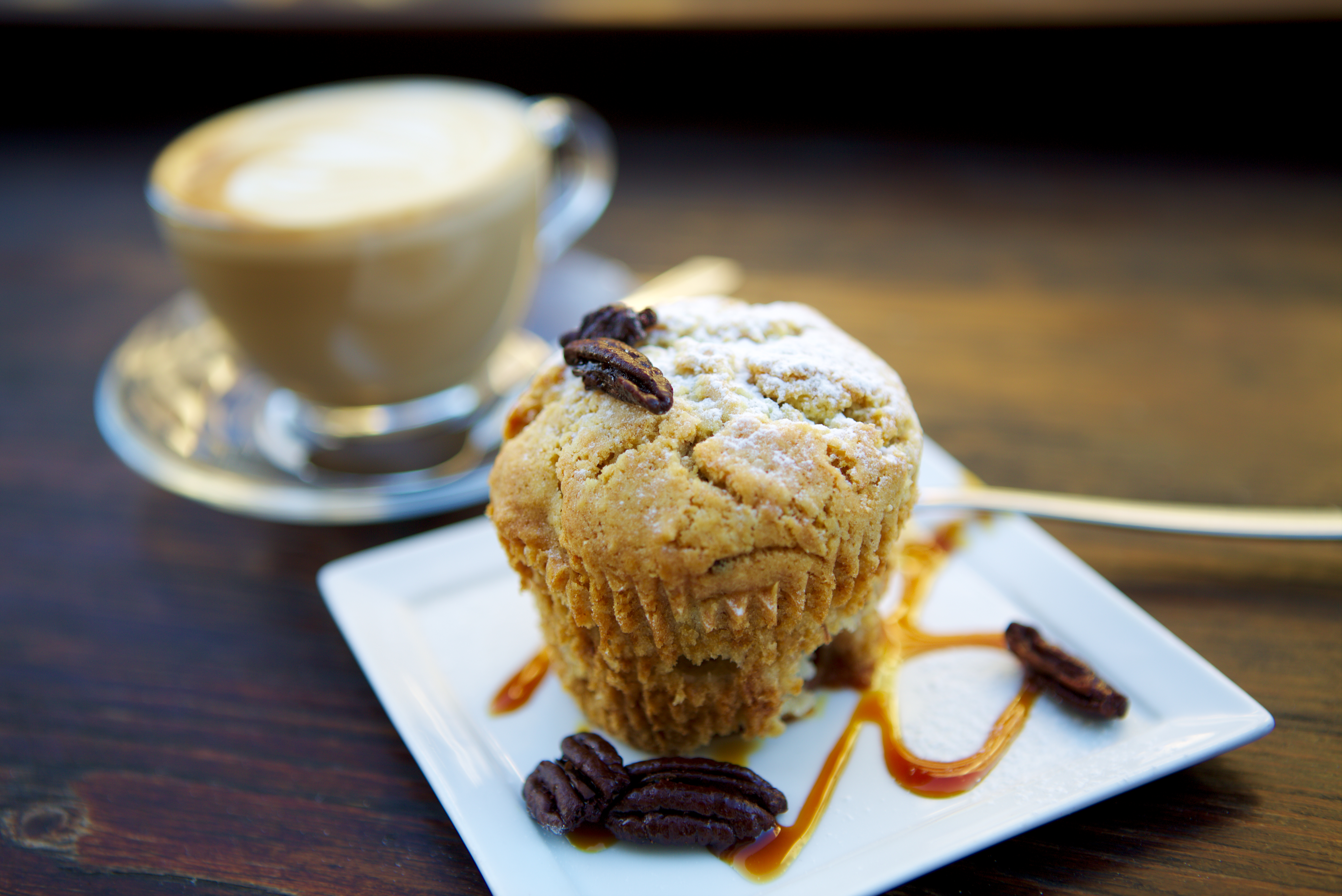
Маффин с орехами пекана и капучино

Существует несколько историй о происхождении названия маффин. В одной из них слово маффин пришло в Великобританию в XI веке от французского слова moufflet, что означает мягкий хлеб. Другая история связывает это слово с немецким muffe — один из видов хлеба.
Один из источников XIX века предполагает, что «кекс» может быть связан с греческим хлебом «maphula», «тортом, выпекаемым на очаге или сковородке», или со старофранцузским «mou-pain» («мягкий хлеб»), который, возможно, был переделан в «муффин». Это слово впервые появилось в печати в 1703 году, пишется как «маффин»; оно имеет неопределённое происхождение, но, возможно, происходит от низкого немецкого «маффин», множественного числа «маффи», означающего маленький торт, или, возможно, имеет некоторую связь со старофранцузским «маффин», означающим «мягкий», как говорят о хлебе. Выражение «маффин-человек», означающее уличного продавца кексов, засвидетельствовано в стихотворении 1754 года, которое включает в себя строку: «Hark! the shrill Muffin-Man his Carol plies…».
В США маффины были завезены из Великобритании иммигрантами. Известно имя Самюэля Томаса (англ. Samuel Bath Thomas), который в 1880 году открыл пекарню «Маффин Хаус» в Нью-Йорке. Популярность в США маффины приобрели после их продаж на Всемирной выставке в Чикаго в 1893 году.

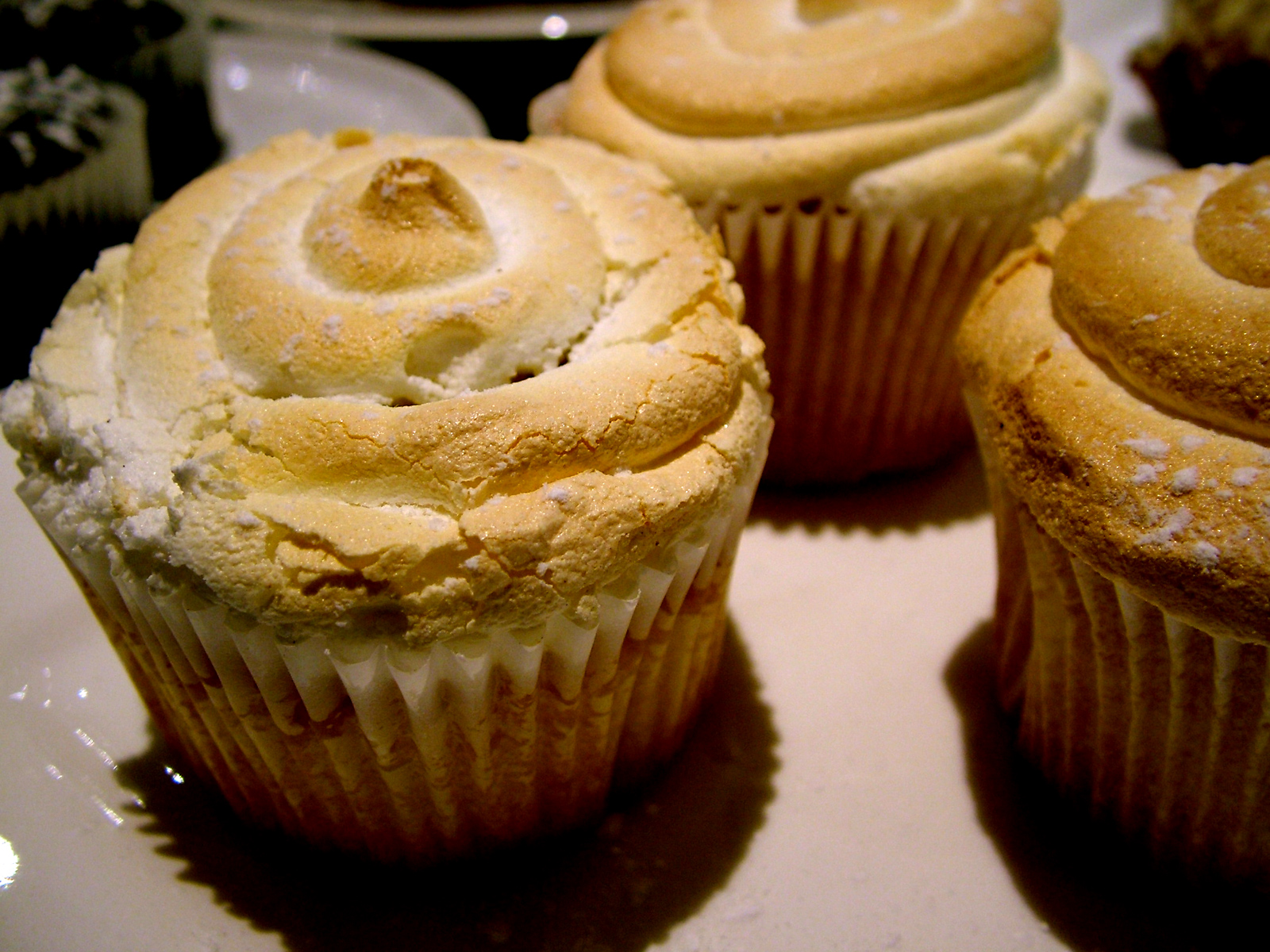
Маффины с лимонными меренгами

Маффины, видимо, имели вид маленьких пирожных, как вариант кукурузного хлеба. Прадеды сегодняшних маффинов были менее сладкими и уж точно не имели столько разновидностей. Так как выпекать их можно было быстро и просто, они довольно скоро стали готовиться к завтраку, как быстрая и практичная пища. Но из-за того, что маффины быстро черствели, в продаже они стали появляться не раньше середины XX века. Рецепты в то время были ограничены использованием нескольких зерновых (кукуруза, пшеница, овёс) и нескольких добавок (изюм, яблоки, орехи).
В 1950-х годах в продаже появились смеси для выпечки маффинов таких компаний, как Spacey’s (США) и Cadbury (Великобритания). В 1960-х годах были попытки отождествлять маффин с пончиками в связи с возможностями развития бизнеса пищевого франчайзинга. Начали создаваться сети ресторанов типа кофе-хауз, предлагающие различные виды маффинов. Такие сети были преимущественно региональными. Например, The Pewter Pot в южной Новой Англии. В США не было зафиксировано такого типа бизнеса на национальном уровне, но Australia’s Muffin Break распространился до Новой Зеландии и Великобритании, распространяя маффины также и в Америке.

## Разновидности маффинов

C малиновым джемом

Существует два типа маффинов: английские и американские. Для изготовления английских маффинов используют дрожжевое тесто, а для американских в тесто кладут разрыхлитель или соду для выпечки. На сегодняшний день разработаны также специальные смеси для производства маффинов.
Данные смеси улучшают структуру готового продукта, насыщают его ароматом и придают определённый вкус. При добавлении дополнительных ингредиентов, таких как цукаты, орехи, данные смеси помогают сохранить желаемую форму маффина без оседания дополнительных ингредиентов на дно изделия.
При этом самое существенное различие заключается в том, что если американский маффин — это именно кекс, десерт, то английский — несладкая булочка («английская булочка»), лепёшка. Будучи разрезанным пополам, становится отличной основой для тостов к завтраку и других аналогичных блюд — таких, как, к примеру, яйца Бенедикт и МакМаффин.